# Indian Open (snooker)
De Indian Open is een snooker-rankingtoernooi in India, wat voor het eerst gehouden werd in 2013 in New Delhi. Het toernooi werd in eerste instantie gehouden halverwege oktober, maar werd vanwege verkiezingen in Maharashtra voor de editie van 2014 verplaatst naar maart 2015. Het werd toen gehouden in Mumbai. In het seizoen 2015/16 verdween het toernooi van de kalender, maar het keerde het jaar daarop terug. Dit keer wordt het begin juli gehouden in Haiderabad

## Erelijst
| Seizoen | Winnaar        | Verliezend finalist | Score         |
| ------- | -------------- | ------------------- | ------------- |
| 2013/14 | Ding Junhui    | Aditya Mehta        | 5 – 0         |
| 2014/15 | Michael White  | Ricky Walden        | 5 – 0         |
| 2015/16 | Niet gehouden  | Niet gehouden       | Niet gehouden |
| 2016/17 | Anthony McGill | Kyren Wilson        | 5 – 2         |
| 2017/18 | John Higgins   | Anthony McGill      | 5 – 1         |
| 2018/19 | Matthew Selt   | Lyu Haotian         | 5 – 3         |